# ロック・ドッグ
『ロック・ドッグ』（原題：Rock Dog、中国語：搖滾藏獒）は、2016年の中国・アメリカのアニメーション映画。
監督はアッシュ・ブラノン、映画の出演は、ルーク・ウィルソン、J・K・シモンズ、エディー・イザード、ルイス・ブラック、サム・エリオット、ケナン・トンプソン、メイ・ホイットマン、ホルヘ・ガルシア、マット・ディロン。

## あらすじ
大きな瞳を持つチベタン・マスティフのボーディは、空から降ってきたラジオをきっかけに、大都会でミュージシャンになるという夢を叶えるために故郷を出ることを決意する。

## キャラクター
ボディ(Bodi)
永遠に楽観的で、ロックミュージックを演奏することだけを望んでいる若いチベタン・マスティフ。 自宅での義務感と街での夢の追求との間で対立するボディは、ロックバンドに所属し、父親を誇りに思うことを決意しています。
アンガス・スキャッターグッド(Angus Scattergood)
ソングライターのブロックの深刻な事件に苦しんでいるロックの伝説である英国のペルシャ。 彼のレコードレーベルから新しいヒットシングルをリリースするという大きなプレッシャーを受けて、彼はロボット執事であるオジーを唯一の仲間として、壮大な邸宅に隠れています。
カンパ(Khampa)
村の警備員としての任務を非常に真剣に受け止め、警備員を失望させながら一時的にオオカミを倒した後、音楽を軽蔑するボディの父、長老のチベタン・マスティフ。 彼は軍国主義的すぎるか、外部からの脅威を過度に疑っているかもしれませんが、村人と息子への愛情に動機付けられています。
リナックス(Linnux)
Linnux IndustriesのCEO、不吉なオオカミのギャングのアルファオスのオオカミ、そしてファイトパレスのクラブオーナー。
リフ(Riff)
オオカミの群れの中で最大のエゴを持つ最小のヘンチマン。 彼は上司のリヌックスを感動させるためだけに自分よりも大きな仕事を引き受けようとしますが、彼と彼のぼんやりしたパートナーであるスコズとの間に団結がないため、ほとんどの場合、壮大な失敗に終わります。
ダラ(Darma)
ロックンロールパークでベースギターを何年も演奏している赤狐は、粘り強さと勤勉さが彼女をどこかに連れて行くことを知っています。
ジェルマー(Germur)
他に類を見ないドラムセットで泣き叫ぶことができる最もまろやかなヤギ。 彼はしばしば忘れたり精神的にチェックアウトしたりしますが、彼はほとんど誰とでも仲良くすることができます。
トレイ(Trey)
傲慢で傲慢で、どんな敵にも屈辱を与えることに喜びを感じるユキヒョウ。 最高の校庭のバスケットボール選手のように、エレキギターでの彼の素晴らしい才能は、他の人とうまく遊ぶことができないことによって影が薄くなっています。

## キャスト
日本語吹替版はNetflix向けに制作された。
| 役名                         | 俳優               | 日本語吹き替え |
| ---------------------------- | ------------------ | -------------- |
| ボディ                       | ルーク・ウィルソン | 鈴木崚汰       |
| アンガス・スキャッターグッド | エディー・イザード | 浜添伸也       |
| カンパ                       | J・K・シモンズ     | 吉富英治       |
| リナックス                   | ルイス・ブラック   | 佐々木義人     |
| リフ                         | ケナン・トンプソン | 吉田勝哉       |
| ダラ                         | メイ・ホイットマン |                |
| ジェルマー                   | ホルヘ・ガルシア   |                |
| トレイ                       | マット・ディロン   |                |
| 兵隊羊                       |                    | 本橋大輔       |

## 製作
この映画はリールFXによってアニメーション化され、『Free Birds』（2013）とゴールデングローブ賞にノミネートされた『ブック・オブ・ライフ 〜マノロの数奇な冒険〜』（2014）を制作しました。
この映画の製作費は6,000万ドルで、中国が資金を提供するアニメーション制作の中で最も高価なものになっています。『ロック・ドッグ』は、中国のロックスター鄭潤によって書かれ、描かれたグラフィックノベルに基づいています。

## 興行収入
『ロック・ドッグ』は、米国で940万ドル、その他の地域で1470万ドルの総収入を上げ、世界全体で2410万ドルで、生産予算は6000万ドルでした。
米国では、『ロック・ドッグ』は『アウトバーン』と『ゲット・アウト』とともにリリースされ、オープニングウィークエンドで2,077の劇場から総額600万〜700万ドルの収入が見込まれていました。最終的にわずか370万ドルを稼ぎ、興行収入で11位になり、2,000を超える劇場で上映される映画の史上最悪のデビュー作品の1つとなりました。
570万ドルを稼ぎ、この映画は中国の興行爆弾でした。中国最大の劇場チェーンであるワンダシネマラインが、上映されるスクリーンの数を制限しようとしたことが示唆されました。この映画はワンダの7つのスクリーンのみで上映されました。中国のスクリーン全体の0.3％です。映画の制作会社であり、競合する劇場チェーンの所有者であるHuayi Bros.は、映画のリリースの数か月前にWandaの経営者ジェリー・イェを密猟し、彼をその映画部門のCEOにしました。

## 評価
レビューアグリゲーターのウェブサイトであるRotten Tomatoesでは、この映画の承認評価は57件のレビューに基づいて47％で、平均評価は5.3 / 10です。このサイトの重要なコンセンサスは、「ロック・ドッグは十分に愛想がいいですが、その2層目のアニメーションと刺激のないストーリーは、微妙な魅力が最年少で最も要求の少ない視聴者以外のすべての人々から逃れる可能性が高い映画になります」と述べています。レビューに加重平均を割り当てるMetacriticでは、この映画の評点は16人の評論家に基づいて100のうち48であり、「混合または平均レビュー」を示します。CinemaScoreによって投票された観客は、映画にA +からFのスケールで「B +」の平均等級を与えました。